# واکنش هسته‌ای

گداخت هسته ای دوتریوم و لیتیوم۶

در واکنش‌های شکافت هسته‌ای مقادیر زیادی نیز انرژی آزاد می‌گردد (در حدود 200Mev)، اما مسئله مهم‌تر اینکه نتیجه شکستن هسته اورانیوم-۲۳۵توسط یک نوترون، ایجاد دو اتم باریم144 یا 141، و کریپتون89 یا 92، و رها شدن دو نوترون اضافی است که با احتساب نوترون اولیه، می‌تواند سه هسته دیگر اورانیوم235 را شکسته و جمعاً 9 نوترون را رها کند. این 9 نوترون نیز 9 هسته اورانیوم-۲۳۵ را می‌شکند. 9 هسته شکسته شده 27 نوترون را رها می‌کنند که قادر به شکستن همین تعداد هسته اورانیوم می‌باشند، سپس شکست هسته‌ای ورها شدن نوترون‌ها به صورت زنجیروار به سرعت تکثیر و توسعه می‌یابد.
در هر دوره تعداد نوترون‌ها سه برابر می‌شود، در یک لحظه واکنش زنجیری خودبخودی شکست هسته‌ای شروع می‌گردد. در واکنش‌های کنترل شده هسته‌ای تعداد شکست در واحد زمان و نیز مقدار انرژی به‌تدریج افزایش یافته و پس از رسیدن به مقداری دلخواه ثابت نگه داشته می‌شود.

## انواع واکنش‌های هسته‌ای
واکنش‌های هسته‌ای به سه صورت شکافت هسته‌ای، همجوشی هسته‌ای (گداخت هسته‌ای) و NCD است که بسته به نوع مواد پرتوزا استفاده شده انجام می‌گیرند.
واکنشگاه‌های هسته‌ای (رآکتور هسته‌ای) بسته به اینکه چه نوع کاربردی داشته باشند از یکی از این دو نوع واکنش بهره می‌گیرند.
در واکنشگاه‌های هسته‌ای (رآکتور هسته‌ای) دو میله ماده پرتوزا (رادیو اکتیو) یکی به‌عنوان سوخت و دیگری به‌عنوان آغازگر بکار می‌رود. میزان این دو ماده بسته به نوع واکنش، اندازه واکنشگاه و نوع فراورده نهایی بدقت محاسبه و کنترل می‌شود. در رآکتور هسته‌ای همیشه دو عنصر پرتوزا به یک یا چند عنصر پرتوزا دیگر تبدیل می‌شوند که این عناصر بدست آمده یا مورد مصرف صنعتی یا پزشکی دارند یا به صورت پسماند هسته‌ای نابود می‌شوند. حاصل این فرایند مقادیر زیادی انرژی است که به صورت امواج اتمی و الکترومغناطیس آزاد می‌گردد. این امواج شامل ذرات نوترینو، آلفا، بتا، پرتو گاما، امواج نوری و فروسرخ است که باید به‌طور کامل کنترل شوند.
امواج آلفا، بتا و گامای تولیدی توسط واکنش هسته‌ای به‌عنوان محرک برای ایجاد واکنش‌های هسته‌ای دیگر در رآکتورهای مجاور برای تولید ایزوتوپهای ویژه بکار می‌روند. انرژی گرمایشی حاصل از این واکنش و تبدیل این عناصر پرتوزا در واکنشگاه‌های صنعتی برای تولید بخار آب و تولید برق بکار می‌رود. برای نمونه انرژی حاصل از واکنش یک گرم اورانیوم معادل انرژی گرمایشی یک میلیون لیتر نفت خام است. قابل تصور است که این میزان انرژی با توجه به سطح پایداری ماده پرتوزا در واکنش‌های هسته‌ای تا چه میزان مقرون به صرفه خواهد بود.
کشف انرژی هسته‌ای در جریان جنگ جهانی دوم صورت گرفت و اکنون برای شبکه برق بسیاری از کشورها هزاران مگاوات تهیه می‌کند (نیروگاه هسته‌ای). بحران انرژی بر اثر بالارفتن قیمت نفت در سال ۱۹۷۳ استفاده از انرژی شکافت هسته‌ای بیشتر وارد صحنه کرد. در حال حاضر ممالک اروپایی انرژی هسته‌ای را تنها انرژی می‌دانند که می‌تواند در اکثر موارد جایگزین نفت شود. استفاده از انرژی شکافت هسته‌ای که بر روی یک ماده قابل احتراق کانی که به صورت محدود پایه‌گذاری می‌شود. برای سایر کشورها خطرات بسیار دارد در حال حاضر تولید الکتریسته با استفاده از شکافت هسته‌ای کنترل شده به میزان زیادی توسعه یافته و مورد قبول واقع شده‌است. تولید انرژی هسته‌ای در کشورهای توسعه یافته بخش مهمی از طرح انرژی ملی را تشکیل می‌دهد.

## انرژی بستگی هسته‌ای
می‌توان تصور کرد که جرم هسته، M، با جمع کردن Z (تعداد پروتونها) ضربدر جرم پروتون و N تعداد نوترون‌ها ضربدر جرم نوترون بدست می‌آید.
M = Z×Mp + N×Mn
از طرف دیگر M همیشه کمتر از مجموع جرم‌های تشکیل دهنده‌های منزوی هسته است. این اختلاف به توسط فرمول انیشتین توضیح داده می‌شود که رابطه بین جرم و انرژی هم‌ارزی جرم و انرژی را برقرار می‌سازد. اگر یک دستگاه مادی دارای جرم باشد در این صورت دارای انرژی کلی E است. E = mc2 که در آن C سرعت نور در خلأ و M جرم کل هسته مرکب از نوکلئون‌ها و E مقدار انرژیی است که در اثر فروپاشی جرم M تولید می‌شود؛ بنابراین اصول انرژی هسته‌ای بر آزادسازی انرژی پیوندی هسته استوار است. هر سیستمی که دارای انرژی پیوندی بیشتر باشد پایدار می‌باشد. در واقع جرم مفقود شده در واکنش‌های هسته‌ای طبق فرمولE = mc2 به انرژی تبدیل می‌شود. پس انرژی بستگی اختلاف جرم هسته و جرم نوکلئون‌های تشکیل دهنده آن است، که معرف کاری است که باید انجام شود تا نوکلئون‌ها از هم جدا شوند. در واقع این متن درست نیست

## مواد شکافتنی
مواد ناپایدار برای اینکه به پایداری برسند، انرژی گسیل می‌کنند تا به حالت پایدار برسد. معمولاً عناصری شکافت پذیر هستند که جرم اتمی آن‌ها بالای ۱۵۰ باشد، 235U و 238U در معادن یافت می‌شود. ۹۹٫۳ درصد اورانیوم معادن 238U می‌باشد؛ و تنها ۰٫۷ درصد آن اورانیوم-۲۳۵ می‌باشد. از طرفی اورانیوم-۲۳۵ با نوترون‌های فوق حرارتی برهمکنش می‌کند. 238U تنها با نوترون‌های تند(Fast) کار می‌کند، البته خوب جواب نمی‌دهد؛ بنابراین در صنعت و در نیروگاه‌های هسته‌ای از اورانیوم-۲۳۵ به عنوان سوخت اصلی استفاده می‌شود؛ ولی به دلایل اینکه در طبیعت کم یافت می‌شود. بایستی از غنی‌سازی اورانیوم استفاده شود، یعنی اینکه غلظت اورانیم ۲۳۵ را از ۰٫۷ درصد به ۱ الی ۳ درصد برسانند. با این کار چگالی انرژی در سوخت افزایش می‌یابد و عمر کاری مفید میله‌های سوخت بیشتر می‌شود.
شکافت 235U
در این واکنش هسته‌ای وقتی نوترون کند بر روی اورانیوم-۲۳۵ برخورد می‌کند به 236U تحریک شده تبدیل می‌شود. نهایتاً تبدیل به باریوم و کریپتون و ۳ تا نوترون تند و 177 Mev انرژی آزاد می‌شود. در واکنش بالا به ازای هر نوکلئون حدود 1 Mev انرژی آزاد می‌شود. برای درک بزرگی این عدد در نظر بگیرید که در واکنش‌های شیمیایی مثل انفجار به ازای هر مولکول TNT حدود 30 ev انرژی ایجاد می‌شود. لازم است ذکر شود در راکتورهای هسته‌ای که با نوترون کار می‌کند، طبق واکنش‌های به عمل آمده ۲ الی۳ نوترون سریع تولید می‌شود. حتماً این نوترون‌های سریع باید کند شوند.

## کاربرد تابش‌های پرتوزا
بسیاری از محصولات تولیدی واکنش شکافت هسته‌ای شدیداً ناپایدارند و در نتیجه، قلب راکتور محتوی مقادیر زیادی نوترون پر انرژی، پرتوهای گاما، ذرات بتا و همچنین ذرات دیگر است. هر جسمی که در راکتور گذاشته شود، تحت بمباران این همه تابش‌های متنوع قرار می‌گیرد. یکی از موارد استعمال تابش راکتور تولید پلوتونیوم ۲۳۹ است. این ایزوتوپ که نیمه عمری در حدود ۲۴۰۰۰ سال دارد به مقدار کمی در زمین یافت می‌شود. پلوتونیوم ۲۳۹ از لحاظ قابلیت شکافت خاصیتی مشابه اورانیوم دارد. برای تولید پلوتونیوم ۲۳۹، ابتدا اورانیوم ۲۳۸ را در قلب راکتور قرار می‌دهند که در نتیجه واکنش‌هایی که صورت می‌گیرد اورانیوم ۲۳۹ به وجود می‌آید. اورانیوم ۲۳۹ ایزوتوپی ناپایدار است که با نیمه عمری در حدود ۲۴ دقیقه، از طریق گسیل ذره بتا، به نپتونیوم ۲۳۹ تبدیل می‌شود. نپتونیوم ۲۳۹ نیز با نیمه عمر ۲/۴ روز و گسیل ذره بتا واپاشیده و به محصول نهایی یعنی پلوتونیوم ۲۳۹ تبدیل می‌شود. در این حالت پلوتونیوم ۲۳۹ همچنان با مقادیری اورانیوم ۲۳۸ آمیخته‌است اما این‌آمیزه چون از دو عنصر مختلف تشکیل شده‌است، بروش شیمیایی قابل جداسازی است.
امروزه با استفاده از تابش راکتور صدها ایزوتوپ مفید می‌توان تولید کرد که بسیاری از این ایزوتوپ‌های مصنوعی را در پزشکی بکار می‌بریم. آثار زیانبار انفجارهای اتمی و تشعشعات ناشی از آن باعث آلودگی آب‌های زیرزمینی، زمین‌های کشاورزی و حتی محصولات کشاورزی می‌شود ولی با همه این مضرات اورانیوم عنصری است ارزشمند، زیرا در کنار همه سواستفاده‌ها می‌توان از آن به نحوی احسن و مطابق با معیارهای بشر دوستانه استفاده نمود. فراموش نکنید از اورانیوم و پلوتونیوم می‌توان استفاده‌های صلح‌آمیز نیز داشت چرا که از انرژی یک کیلوگرم اورانیوم ۲۳۵ می‌توان چهل هزار کیلو وات ساعت الکتریسیته تولید کرد که معادل مصرف ده تن زغال سنگ یا ۵۰۰۰۰ گالن نفت است.

## مشکلات استفاده
با این حال مشکلات استخراج، آماده‌سازی، نگهداری و ترابری مواد پرتوزای بکار رفته در واکنشگاه‌های تولید برق و دشواری‌های زیست‌بومی که این واکنشگاه‌ها ایجاد می‌کنند باعث عدم افزایش گرایش بشر به تولید برق از طریق این انرژی شده‌است. باید توجه داشت که میزان تابش در اطراف واکنشگاه‌های هسته‌ای به اندازه‌ای بالاست که امکان زیست برای موجودات زنده در پیرامون واکنشگاه‌ها وجود ندارد. به همین دلیل برای هریک از رآکتورهای هسته‌ای پوشش‌های بسیار ضخیمی از بتن همراه با فلزات سنگین برای جلوگیری از نشت امواج الکترومغناطیس به بیرون ساخته می‌شود. بدون این پوشش‌ها تا کیلومترها پیرامون واکنشگاه، سکونت‌پذیر برای موجودات زنده نخواهد بود. مشکلاتی که نشت مواد پرتوزا از واکنشگاه نیروگاه اتمی چرنوبیل در دهه ۸۰ میلادی به وجود آورد خود گواهی بر این مدعاست.